# Sân bay Reus
Sân bay Reus (IATA: REU, ICAO: LERS) là sân bay tọa lạc bên các bãi biển Costa Daurada, cách đều thị xã Constantí và thành phố Reus và khoảng 7,5 km (4,7 mi) từ thành phố Tarragona, ở Catalonia, Tây Ban Nha.
Sân bay này tiếp nhận được một số lượng lớn lưu lượng hành khách đến các khu nghỉ mát bãi biển Salou và Cambrils cũng như cho Barcelona, có cự ly 88 km (55 dặm) về phía đông bắc. Nó cũng gần với một trong những công viên chủ đề lớn nhất của châu Âu, PortAventura. Ngoài ra, hành khách đi du lịch đến vùng núi Prades, một khu rừng Địa Trung Hải trong comarca Baix Camp.